# Martin Urtel
Peter Martin Urtel (* 25. August 1914 in Berlin; † 16. Januar 1989 in Sommerhausen) war ein deutscher Schauspieler.

## Leben und Wirken
Nach einer Ausbildung zum Graphiker an der Kunstakademie Weimar besuchte er die Schauspielschule des Berliner Staatstheaters. Gustaf Gründgens gab ihm dort 1932 bis 1935 seine ersten Bühnenrollen. Er lebte mit dem Schauspieler Ernst Kuhr zusammen.
1937 ging er nach München und trat an den dortigen Kammerspielen auf, wo er bis Kriegsende blieb. Ab 1941 war er in Spielfilmen zu sehen, wo er ehrliche, gradlinige junge Männer und Verehrer darstellte, ohne sich sonderlich in Szene zu setzen.
Im Nachkriegsdeutschland gab er zahlreiche Gastspiele an verschiedenen Theatern. Beim Film verkörperte er jetzt Honoratioren aller Art wie Ärzte (Magdalena, vom Teufel besessen) und Priester (Trompeten der Liebe, Der letzte Ritt nach Santa Cruz). Zuletzt war er vor allem Fernsehschauspieler.

## Filmografie
- 1941: Kameraden
- 1941: Venus vor Gericht
- 1942: Fünftausend Mark Belohnung
- 1942: Zwischen Himmel und Erde
- 1943: Paracelsus
- 1943/52: Moselfahrt mit Monika
- 1951: Entscheidung vor Morgengrauen (Decision Before Dawn)
- 1952: Nachts auf den Straßen
- 1955: Der letzte Mann
- 1962: Der Pastor mit der Jazztrompete
- 1962: Geisterkomödie
- 1963: Der letzte Ritt nach Santa Cruz
- 1963: Ein Mann im schönsten Alter
- 1964: Das Kriminalmuseum: Akte Dr. W.
- 1964: Gewagtes Spiel: Gefahr für V.128
- 1965: Der Drache
- 1965: Geld, Geld, Geld – 2 Milliarden gegen die Bank von England
- 1966: Der Nachtkurier meldet: Hernann und Dorothea wohlauf (TV-Serie)
- 1966: Die fünfte Kolonne: Mord auf Befehl
- 1966: Kostenpflichtig zum Tode verurteilt
- 1967: Jacobowsky und der Oberst
- 1967: Bürgerkrieg in Rußland
- 1967: Der Zündholzkönig – Der Fall Ivar Kreuger
- 1967: Der dritte Handschuh
- 1968: Sherlock Holmes: Die Bruce-Partington-Pläne
- 1968: Gold für Montevasall
- 1969: Der Kommissar: Geld von toten Kassierern
- 1971: Der Kommissar: Lagankes Verwandte
- 1971: Deep End
- 1971: Das provisorische Leben
- 1972: Blaubart (Barbe bleu)
- 1972: Nicht Lob – noch Furcht. Graf Galen, Bischof von Münster
- 1974: Magdalena – vom Teufel besessen
- 1974: Der kleine Doktor: Der Rote
- 1975: Wie starb Dag Hammerskjöld?
- 1978: Der Alte: Der schöne Alex (Fernsehserie, 1 Folge)
- 1979: Jauche und Levkojen (Serie)
- 1981: Die Fälschung